# Betula pendula
El
abedul común,
abedul europeo,
abedul llorón
abedul péndulo,
abedul plateado,
abedul verrugoso o
aliso europeo
(Betula pendula)
(sin. B. verrucosa, Ehrh.)
es un árbol caducifolio del género Betula.

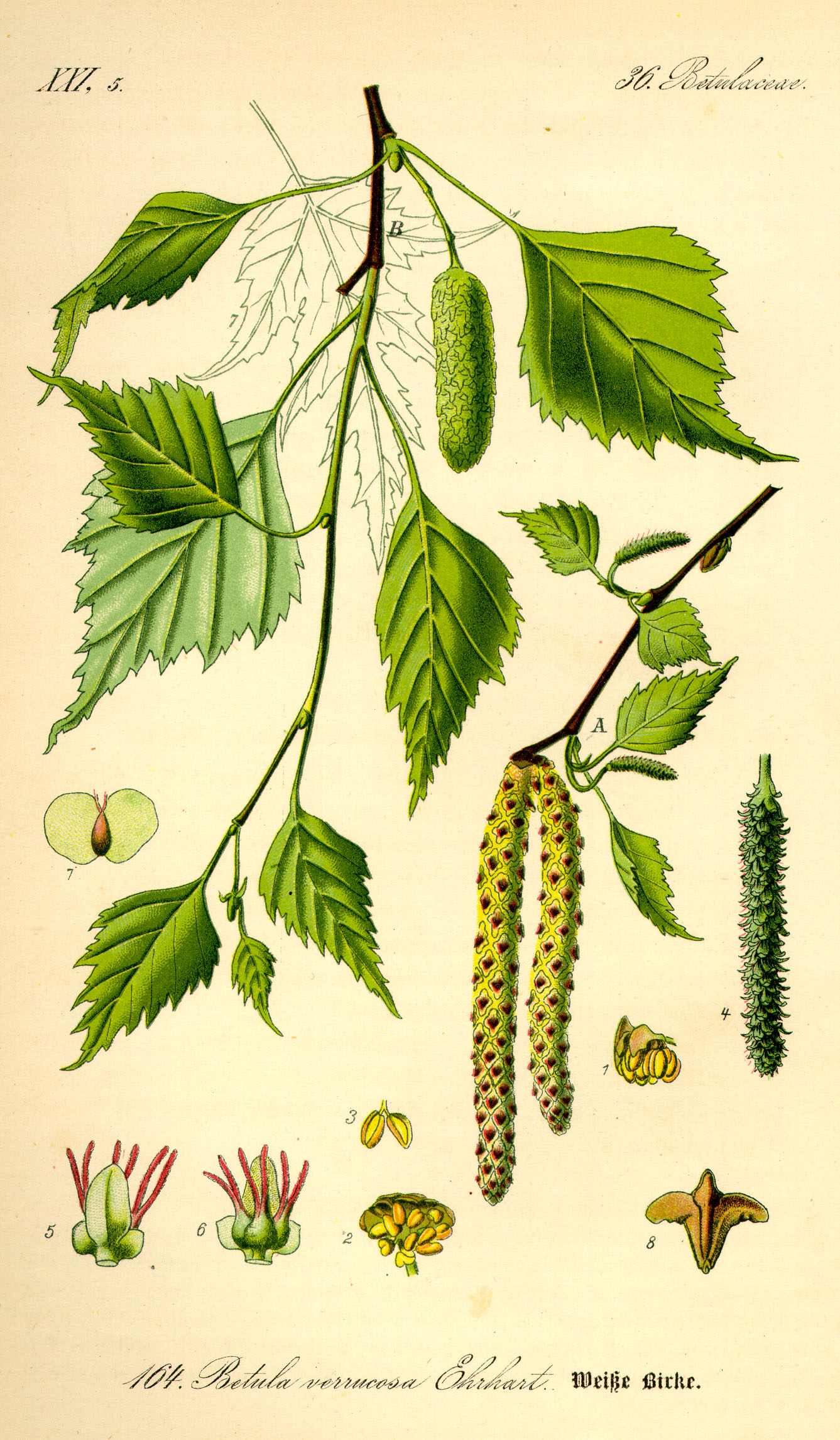
Ilustración de Betula pendula.

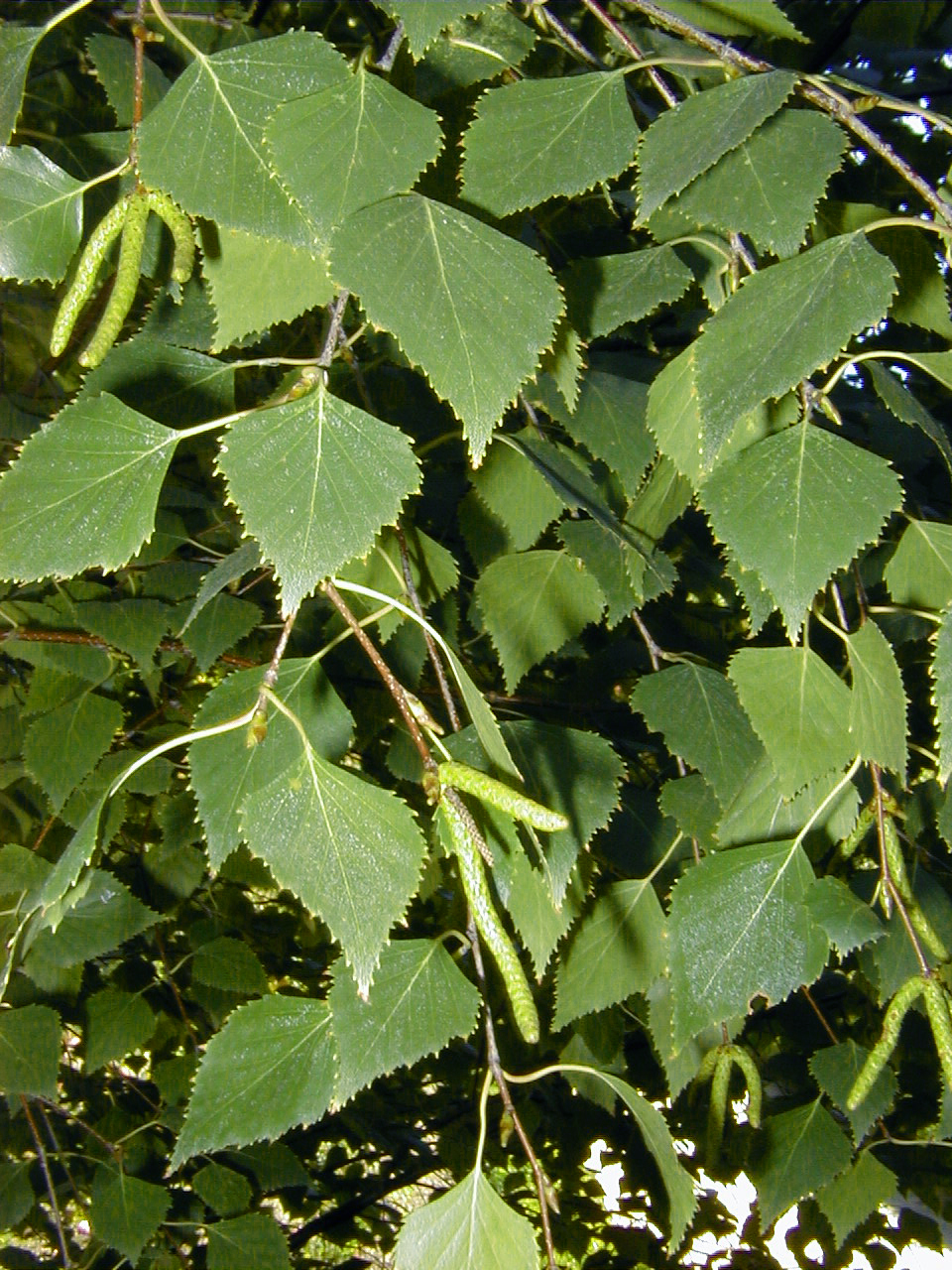
Detalle de las hojas

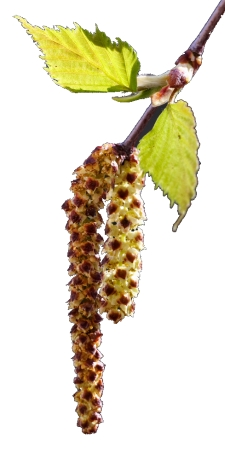
Inflorescencia

Es originario de Eurasia.

## Descripción
Tronco generalmente delgado (aunque ocasionalmente puede llegar hasta los 2 metros de diámetro), con corteza de un blanco puro característico, que en la base del tronco se oscurece y agrieta con la edad. Los ejemplares jóvenes tienen la corteza pardusca, como la del cerezo. El sistema radical es somero y extendido. La copa es más o menos aovada, hojosa, pero de poca sombra, con las ramas casi erguidas.
Las ramitas del año y los retoños son glabros, con glándulas resinosas. Las yemas son agudas. Las hojas, que son ovaladas, miden de 2,5 a 7 cm, de los cuales 1/3 es el peciolo. Este es cilíndrico, lo que le hace distinguirlo con el género Populus. Los nervios son rectilíneos, y llegan a alcanzar el margen foliar (diferencia con Populus nigra).
Florece a finales del invierno, estando los amentos masculinos ya formados en otoño. Estos son sentados y lampiños y miden unos 3-6 cm y aparecen en grupos de 2 o 3. Las flores masculinas aparecen 3 flores por cada bráctea, cada una con dos estambres de filamento bífido. Las flores femeninas aparecen en amentos solitarios de 1.5-3.5 cm que llegan a soportar 3 flores acalamídeas con estilos filiformes.
El fruto es una sámara bialada, con alas más anchas que la propia nuez; se desprenden en grupos de 3 junto a la bráctea. Integran un racimo cilíndrico bastante compacto que se va desintegrando con el tiempo.
Es una especie de fácil germinación y diseminación.

## Distribución
Es la especie más extendida en Europa, aunque en la parte meridional se encuentra solamente en las zonas más altas. Se extiende por el norte de África y el sudoeste de Asia, de donde es originario, encontrándose además muy presente en las montañas del norte de Turquía y del Cáucaso. También ha sido introducido en Canadá y Chile.

## Hábitat y cultivo
Prefiere suelos ácidos, húmedos y fértiles, encontrándose a menudo cerca de los cursos de agua y en zonas despejadas. Crece silvestre en regiones templadas de Asia, encontrándose preferentemente en lugares montañosos de hasta 2.700 m. 
En la península ibérica habita en los Pirineos, el Sistema Central y el Sistema Ibérico (Serranía de Cuenca), Montes de Toledo, Sierra Bética y Penibética.
También se encuentra extendido por el Rif africano.
No suele sobrepasar mucho más de los 120 años, con crecimiento rápido al principio. Brota de esquejes semileñosos y semillas con facilidad.
No soporta las podas severas debido a que suele perder mucha savia, siendo propenso a enfermar por las heridas.

## Historia
Según la teoría más aceptada, su nombre procedería del latín betūlla que a su vez procedería de la palabra betu que era como los celtas designaban al abedul. Sin embargo, antes de la aparición del papel, la corteza del abedul se usaba para escribir sobre ella, por lo que hay quienes piensan que su nombre se deriva del sánscrito bhurga, 'árbol en cuya corteza se escribe'. Otros opinan que procede de batuere, 'batir', por el uso que daban los pastores las verjas que construían con sus ramas.
Dada la flexibilidad y dureza de las ramillas del abedul, fueron utilizadas como instrumento de flagelación; en otros tiempos los profesores las utilizaban para imponer dura disciplina en las aulas.

## Propiedades
Mediante la destilación de su corteza se obtiene una brea que se emplea para la elaboración de pomadas para las enfermedades de la piel. Con sus hojas se elaboran infusiones con propiedades diuréticas.

### Principios activos
Contiene flavonoides (2-3%): hiperósido (0,8%), avicularina (0,5%), galactosil-3-miricetol, glucoronil-3-quercetol, quercitrósido. Aceite esencial (1%): monotropitósido (90%) que se hidroliza en salicilato de metilo; triterpenos: ácido betulínico, betulinol. Sales potásicas (4%). Taninos, especialmente en la corteza (10%). Ácido ascórbico (5%). Otras fuentes: hojas ricas en aceite esencial (0,04%) el cual tiene hasta un 25% de betulenol. Tanino (9%), saponinas (3%), ácido nicotínico (5%) y ciertas agliconas como la miricetina (llamada también miricitrina). El principal aromático es el ácido betulábico. Componente de interés es el betulinol (alcanfor de abedul), heterósido que se encuentra sobre todo en las hojas jóvenes. En menor cantidad hay glicósidos flavónicos: quercetol-3-galactósido (hiperósido) y miricetin-3-digalactósido (2%). La corteza tiene mayor cantidad de taninos (10 al 20%) y betulinol (10 al 14%). El aceite esencial contiene cantidades importantes de salicilato de metilo y triacontano. En la corteza se ha encontrado un alcohol triterpénico (betulinol). La brea de abedul contiene metilsalicilatos, hidrocarburos alifáticos y aromáticos y fenoles (6%) como el cresol, el xilenos y el guayacol.

### Indicaciones
Los flavonoides y las sales potásicas le confieren una acción como diurético, favoreciendo la eliminación de agua, cloruros, urea y ácido úrico. El aceite esencial es analgésico, antiinflamatorio, antiséptico, antipirético y cicatrizante. Los taninos contenidos en la corteza son responsables de la acción astringente (antidiarreico, hemostático local); la savia tiene un efecto diurético y analgésico. Indicado para estados en los que se requiera un aumento de la diuresis: afecciones genitourinarias (cistitis, ureteritis, uretritis, pielonefritis, oliguria, urolitiasis), hiperazotemia, hiperuricemia, gota, hipertensión arterial, edemas, sobrepeso acompañado de retención de líquidos. Gripe, resfriados, síndrome febril, cefaleas. Inflamaciones osteoarticulares: artritis, artrosis, bursitis, tendinitis, fibrositis, fibromialgias. En uso tópico: cicatrización de heridas, celulitis, eczemas, psoriasis, alopecia, vulvovaginitis, cervicitis.
Contraindicado con hipersensibilidad a los salicilatos. El uso de diuréticos en presencia de hipertensión o de cardiopatías, sólo debe hacerse por prescripción y bajo control médico, dada la posibilidad de descompensación tensional o la potenciación del efecto de los cardiotónicos, por la posible eliminación urinaria de potasio. Por su contenido en salicilatos, aunque están presentes en escasa proporción en la planta, se aconseja tener una especial precaución a la hora de prescribir extractos concentrados a pacientes con trombocitopenia, hemorragias activas o que estén siguiendo tratamientos con hemostáticos o anticoagulantes. Tener en cuenta el contenido alcohólico del extracto fluido, tintura y jarabe durante el embarazo, la lactancia, en pacientes con gastritis, úlceras gastroduodenales, síndrome del intestino irritable, colitis ulcerosa, hepatopatías, epilepsia, Parkinson u otras enfermedades neurológicas.
Se usan Las hojas, eventualmente la corteza, yemas y savia. Infusión de hojas: 40 g/l, infundir 10 minutos. Tres tazas al día. Cuando convenga alcalinizar la orina, se puede añadir 1 g de bicarbonato sódico, cuando la infusión esté a 40 °C. Decocción de corteza o yemas (febrífugo): 5 g/taza, hervir 5 minutos, tres tazas al día, entre comidas. Jugo fresco (savia): 1 a 3 cucharadas soperas (15 ml) al día, diluido en infusión, agua o zumo. La brea de abedul, que se obtiene por calentamiento de la corteza, es un líquido espeso y bituminoso de color marrón negruzco y de olor intenso y balsámico.

### Otros usos
De la corteza se destila la brea de abedul que se usa para curtir cuero, al que parece proteger del ataque de insectos. También es empleado en perfumería. La madera es blanca, ligera, fácil de trabajar.

## Taxonomía
Betula pendula fue descrita por Albrecht Wilhelm Roth y publicado en Tentamen Florae Germanicae 1: 405. 1788.
Etimología
Betula: nombre genérico que dieron los griegos al abedul.
pendula: epíteto latino que significa "colgante".
Sinonimia
| - Betula alba - Betula verrucosa Ehrh. - Betula oxycoviensis Besser - Betula lobulata Kanitz - Betula gummifera Bertol. - Betula alba subsp. verrucosa (Ehrh.) Celak. - Betula aetnensis Raf. - Betula alba var. pendula (Roth) Cariot & St.-Lag.* - Betula alba subsp. verrucosa (Ehrh.) Regel - Betula alba var. fontqueri (Rothm.) Maire & Weiller | - Betula alba var. verrucosa (Ehrh.) Wallr. - Betula alba var. vulgaris Spach - Betula fontqueri Rothm. - Betula parvibracteata Peinado, G. Moreno & M. Velasco - Betula pendula subsp. fontqueri (Rothm.) G. Moreno & Peinado - Betula pendula Roth subsp. pendula Roth - Betula pendula var. fontqueri (Rothm.) G. Moreno & Peinado - Betula pendula var. meridionalis G. Moreno & Peinado - Betula pendula var. parvibracteata (Peinado, G. Moreno & M. Velasco) G. Moreno & Peinado - Betula pendula var. pendula Roth |

## Nombres comunes
- Castellano: abedul, abedul blanco, abedul común, abedul péndulo, abedul verrucoso, albar, aliso blanco, bédul, beduch, bedul, bieso, biezo, chopa blanca, chopo silvestre.[8]